# Biskupi kijowscy
Biskupi kijowscy – biskupi diecezjalni, biskupi koadiutorzy i biskupi pomocniczy diecezji kijowskiej.

## Biskupi

### Biskupi diecezjalni
| Lata urzędowania | Biskup | Biskup                        | Uwagi                                                                            |
| ---------------- | ------ | ----------------------------- | -------------------------------------------------------------------------------- |
| 1320–1334        |        | Henryk                        | biskup misyjny                                                                   |
| 1350–1378        |        | Jakub                         | biskup misyjny                                                                   |
| 1378–1383        |        | Mikołaj                       | biskup misyjny                                                                   |
|                  |        | Borzysław                     | biskup misyjny                                                                   |
| 1405–1410        |        | Filip                         |                                                                                  |
| 1410–1429        |        | Michał Trestka                |                                                                                  |
| 1430             |        | Stanisław z Budzowa           |                                                                                  |
| 1431-?           |        | Stanisław Martini             |                                                                                  |
|                  |        | Andrzej                       |                                                                                  |
|                  |        | Jan                           |                                                                                  |
| 1449–1473        |        | Klemens z Wydawy              |                                                                                  |
| 1477–1483        |        | Jan                           |                                                                                  |
| 1487–1494        |        | Michał ze Lwowa               |                                                                                  |
| 1495–1512        |        | Bartłomiej Soloznicki         |                                                                                  |
| 1520–1524        |        | Jan Filipowicz                |                                                                                  |
| 1526–1531        |        | Mikołaj Wieżgajło             | następnie biskup diecezjalny żmudzki                                             |
| 1532–1533        |        | Jerzy Talat                   |                                                                                  |
| 1534–1536        |        | Franciszek ze Lwowa           |                                                                                  |
| 1545–1555        |        | Jan Andruszewicz              | następnie biskup diecezjalny łucki                                               |
| 1564–1572        |        | Mikołaj Mikołajewicz Pac      |                                                                                  |
| 1592–1598        |        | Józef Wereszczyński           |                                                                                  |
| 1599–1618        |        | Krzysztof Kazimirski          |                                                                                  |
| 1619–1633        |        | Bogusław Radoszewski          | następnie biskup diecezjalny łucki                                               |
| 1634–1635        |        | Andrzej Szołdrski             | następnie biskup diecezjalny przemyski, późniejszy biskup diecezjalny poznański  |
| 1636–1645        |        | Aleksander Sokołowski         |                                                                                  |
| 1646–1653?       |        | Stanisław Zaremba             |                                                                                  |
| 1655–1656        |        | Jan Leszczyński               | następnie biskup diecezjalny chełmiński                                          |
| 1656–1677        |        | Tomasz Ujejski                | następnie biskup pomocniczy warmiński                                            |
|                  |        | Adrian Pikarski               | nominat w latach 1677–1679                                                       |
| 1679–1682        |        | Stanisław Jan Witwicki        | następnie biskup diecezjalny łucki, późniejszy biskup diecezjalny poznański      |
| 1683–1692        |        | Andrzej Chryzostom Załuski    | następnie biskup diecezjalny płocki, późniejszy biskup diecezjalny warmiński     |
| 1697–1699        |        | Mikołaj Stanisław Święcicki   | następnie biskup diecezjalny poznański                                           |
| 1700–1711        |        | Jan Paweł Gomoliński          |                                                                                  |
| 1715–1718        |        | Walenty Maciej Arcemberski    |                                                                                  |
| 1718–1723        |        | Jan Joachim Tarło             | następnie biskup diecezjalny poznański                                           |
| 1723–1756        |        | Samuel Jan Ożga               |                                                                                  |
| 1756–1759        |        | Kajetan Ignacy Sołtyk         | następnie biskup diecezjalny krakowski                                           |
| 1759–1774        |        | Józef Andrzej Załuski         |                                                                                  |
| 1774–1784        |        | Ignacy Franciszek Ossoliński  |                                                                                  |
| 1784–1798        |        | Kacper Kazimierz Cieciszowski | następnie biskup diecezjalny łucki, późniejszy arcybiskup metropolita mohylewski |

### Biskupi pomocniczy
| Lata urzędowania | Biskup | Biskup                          | Uwagi |
| ---------------- | ------ | ------------------------------- | --- |
| 1659–1681        |        | Stanisław Gianotti              | |
| 1733–1739        |        | August Józef Czarnecki          | |
| 1739–1740        |        | Antoni Dominik Tyszkiewicz      | następnie biskup diecezjalny żmudzki                                                                                      |
| 1741–1748        |        | Józef Antoni Łaszcz             | koadiutor |
| 1749–1756        |        | Kajetan Ignacy Sołtyk           | koadiutor, następnie biskup diecezjalny kijowski, późniejszy biskup diecezjalny krakowski                                 |
| 1763–1781        |        | Józef Olędzki                   | |
| 1769–1770        |        | Antoni Gorczyński               | |
| 1773–1774        |        | Ignacy Franciszek Ossoliński    | koadiutor, następnie biskup diecezjalny kijowski                                                                          |
| 1775–1784        |        | Kacper Kazimierz Cieciszowski   | koadiutor, następnie biskup diecezjalny kijowski, późniejszy biskup diecezjalny łucki i arcybiskup metropolita mohylewski |
| 1781–1798        |        | Franciszek Remigiusz Zambrzycki | |
| 1791–1794        |        | Michał Pałucki h. Prawdzic      | |